# 井上謙二
井上 謙二（いのうえ けんじ、男性、1976年11月5日 - ）は、日本の元レスリング（フリースタイル）選手、指導者、陸上自衛官。京都府竹野郡網野町（現・京丹後市）出身。

## 略歴
京都府立網野高等学校時代の1994年に高校３冠王(全国高校選抜 高校総体 国体)を達成し、日本大学へ進学。1996年と1998年には全日本学生選手権・大学選手権王者に輝き、1998年の世界学生選手権でも3位入賞した。
大学卒業後、自衛隊体育学校に所属。2001年に両膝の前十字靭帯を断裂していたことが判明し人工靭帯再建手術をした。2003年夏には先天的に腎臓が右側の一つしかないことが判明し、五輪2ヶ月前の2004年6月下旬には鼻柱を骨折した。全日本選手権の上位入賞はあっても優勝には手が届かず、全日本選手権を欠場したこともあった。
しかし不屈の精神力ではい上がり、2003年の全日本選手権で2位となった。その後のオリンピック第2次予選第2ステージ(ブルガリア大会)の日本代表に抜擢され、優勝して見事に国別出場資格を獲得し4月の明治乳業杯全日本選抜選手権でも優勝、オリンピック出場を決めた。
2004年アテネオリンピック男子フリースタイル60kg級3位決定戦でワシル・フェドルイシン（ウクライナ）を延長戦で破り銅メダルを獲得した。前日に銅メダルを獲得した55kg級の田南部力に続く連日のメダル獲得となった。彩の国功労賞を受賞。
2007年1月28日、天皇杯全日本レスリング選手権大会では総合格闘家活動を一時休止し、北京オリンピック出場を目指して注目を集めていた山本"KID"徳郁（レスリングのブランク7年半）を開始数秒で巻き投げで破り勝利を収めた。だが決勝戦で湯元健一（日本体育大学研究生のち北京オリンピック銅メダリスト）に敗れ、優勝はならなかった。
2008年の全日本選手権では準決勝で敗れ、北京オリンピックの出場権を獲得できず現役を引退した。
2016年9月26日、日本レスリング協会理事会で男子フリースタイルの強化委員長に就任することとなった。